# ACBD4
ACBD4 (англ. Acyl-CoA binding domain containing 4) — білок, який кодується однойменним геном, розташованим у людей на 17-й хромосомі. Довжина поліпептидного ланцюга білка становить 268 амінокислот, а молекулярна маса — 30 308.
| 10         |  | 20         |  | 30         |  | 40         |  | 50         |
| ---------- |  | ---------- |  | ---------- |  | ---------- |  | ---------- |
| MGTEKESPEP |  | DCQKQFQAAV |  | SVIQNLPKNG |  | SYRPSYEEML |  | RFYSYYKQAT |
| MGPCLVPRPG |  | FWDPIGRYKW |  | DAWNSLGKMS |  | REEAMSAYIT |  | EMKLVAQKVI |
| DTVPLGEVAE |  | DMFGYFEPLY |  | QVIPDMPRPP |  | ETFLRRVTGW |  | KEQVVNGDVG |
| AVSEPPCLPK |  | EPAPPSPESH |  | SPRDLDSEVF |  | CDSLEQLEPE |  | LSSGQHLEES |
| VIPGTAPCPP |  | QRKRGCGAAR |  | RGPRSWTCGC |  | WGQFEHYRRA |  | CRRCRRGCRA |
| WRACPGPLSS |  | LTLSVRLE   |  |            |  |            |  |            |

A: Аланін

C: Цистеїн

D: Аспарагінова кислота

E: Глутамінова кислота

F: Фенілаланін

G: Гліцин

H: Гістидин

I: Ізолейцин

K: Лізин

L: Лейцин

M: Метіонін

N: Аспарагін

P: Пролін

Q: Глутамін

R: Аргінін

S: Серин

T: Треонін

V: Валін

W: Триптофан

Кодований геном білок за функцією належить до фосфопротеїнів. 
Задіяний у такому біологічному процесі, як альтернативний сплайсинг. 
Білок має сайт для зв'язування з ліпідами.